# Pere d'Avinyó
|  | Per a altres significats, vegeu «Pere d'Avinyó i Mateu». |

Pere d'Avinyó (segle xvii) fou un noble català, membre d'una família de la petita noblesa rural empordanesa, instal·lat entre Vilatenim i Peralada, rebia el tractament de donzell. El 1637 va comprar el dret de ser cavaller el 1637 al Francesc d'Erill, comte d'Erill, que també s'encarregà de nomenar-lo. Durant la Guerra dels Segadors va prendre part pel bàndol castellà i fou fet presoner en una escaramussa prop de Roses el juny de 1641. A l'agost, els francesos, demanaven vuit mil ducats i un capità per deixar-lo anar. L'heretà el seu fill Joan d'Avinyó.